# 小行星4623
小行星4623（英語：4623 Obraztsova）是一颗围绕太阳公转的小行星。1981年10月24日，柳德米拉·切爾尼赫在克里米亚发现了此天体。
这颗小行星的绝对星等为359.7066989560136等。